# コールダー・ハイウェイ
コールダー・ハイウェイ（Calder Highway）は、オーストラリアのビクトリア州にある幹線道路。
メルボルンの都市高速道路を起点に北西に延びており、ベンディゴを経由し、ミルデューラでスタート・ハイウェイと接続する。路線はニューサウスウェールズ州に入ると「シルバーシティ・ハイウェイ」と名前を変えてブロークンヒル方面へ向かう。
メルボルン・ベンディゴ間は高規格道路となっている。改良工事が行われている。

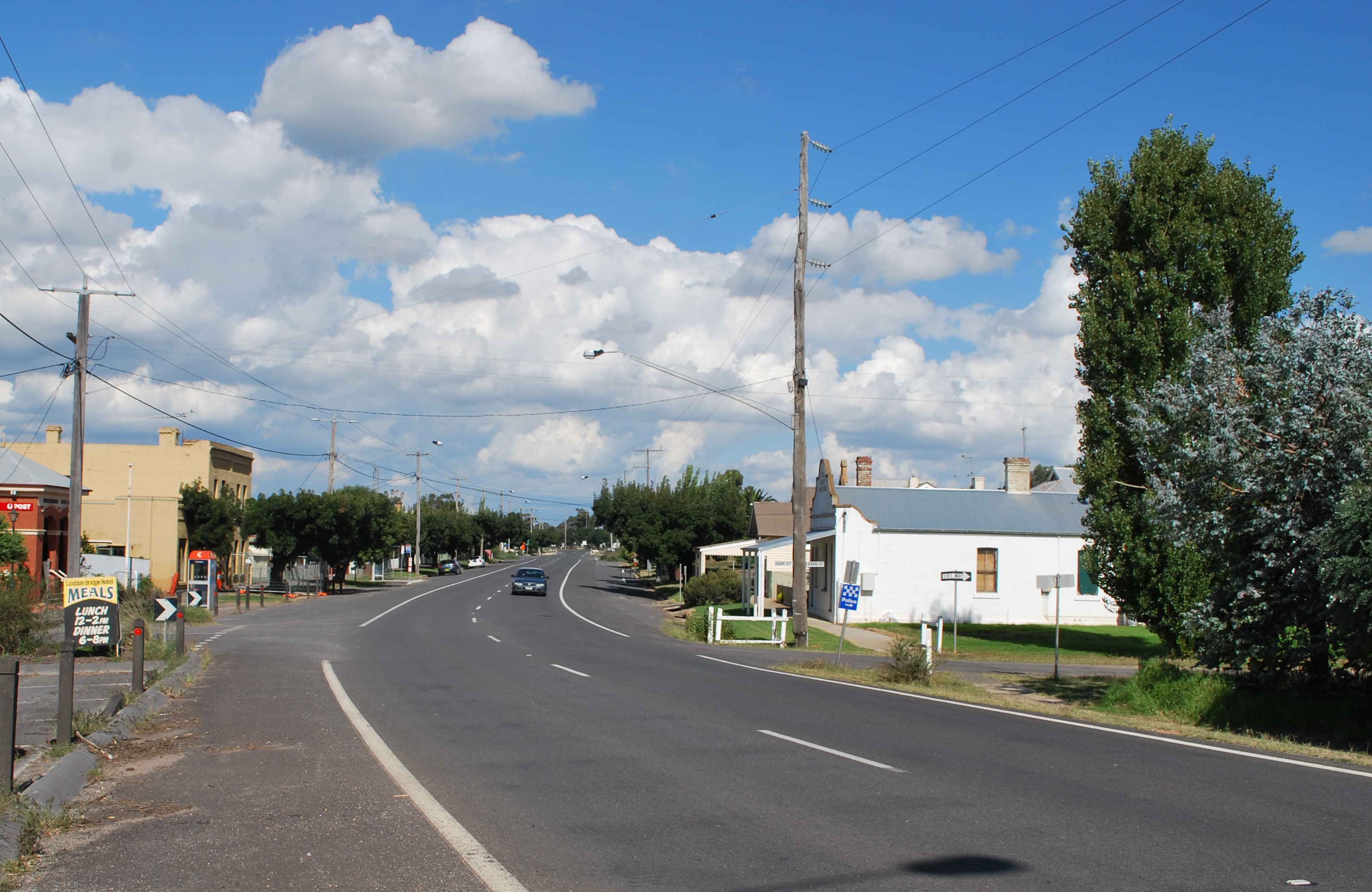